# Aeroport Internacional Hassan I
L'Aeroport Internacional Hassan I (codi IATA: EUN, codi OACI: GMML) o Aeroport d'Al-Aaiun (codi IATA: EUN, codi OACI: GSAI) és un aeroport en Al-Aaiun, Sàhara Occidental administrat per ONDA.
A causa de la peculiar situació política del Sàhara Occidental, l'aeroport apareix duplicat en l'AIP, apareixent tant en el d'Espanya (GSAI) com el del Marroc (GMML).

## Aerolínies i destins

### Passatgers
| Aerolínies              | Destinacions                             |
| ----------------------- | ---------------------------------------- |
| Binter Canarias         | Gran Canària                             |
| Canary Fly              | Gran Canària                             |
| Royal Air Maroc         | Agadir, Casablanca, Dakhla, Gran Canària |
| Royal Air Maroc Express | Agadir, Casablanca                       |

### Càrrega
| Aerolínies            | Destinacions                         |
| --------------------- | ------------------------------------ |
| Royal Air Maroc Cargo | Casablanca, Milà-Malpensa, Saragossa |